# Personnel de la NJPW
 (juillet 2025).
- Si vous ne connaissez pas le sujet, laissez ce bandeau (vous pouvez alors contacter les auteurs).
- Si vous supprimez le contenu mis en cause (vous pouvez préalablement contacter les auteurs),

argumentez précisément cette suppression dans la page de discussion
(un manque de référence n'est pas un argument ; une recherche réelle de référence doit avoir été effectuée, être formellement documentée).
La New Japan Pro Wrestling (NJPW) est une organisation professionnelle de catch basée au Japon. Les employés de la NJPW incluent des catcheurs professionnels (le nom de scène des employés est écrit à gauche, et le nom réel est écrit sur la droite), managers, arbitres, entrepreneurs et autres. La liste ci-jointe représente tout le personnel de la NJPW.

## Roster[2]

### Catégorie Poids Lourd
| Nom de scène       | Nom réel           | Nationalité    | Notes                                                     |
| ------------------ | ------------------ | -------------- | --------------------------------------------------------- |
| Bad Luck Fale      | Fale Simitaitoko   | Tonguien       |                                                           |
| Boltin Oleg        | Oleg Boltin        | Kazakh         | NEVER Openweight Championship                             |
| Callum Newman      | Callum Newman      | Britannique    |                                                           |
| Chase Owens        | Chase Owens        | Américain      |                                                           |
| David Finlay Jr    | David Finlay III   | Nord-Irlandais |                                                           |
| Drilla Moloney     | Daniel Moloney     | Britannique    |                                                           |
| El Phantasmo       | Riley Vigier       | Canadien       | NJPW World Television Championship                        |
| Evil               | Takaaki Watanabe   | Japonais       |                                                           |
| Gabe Kidd          | Gabriel Kidd       | Américain      | IWGP Global Heavyweight Championship                      |
| Great O-Khan       | Tomoyuki Oka       | Japonais       |                                                           |
| Hartley Jackson    | Inconnu            | Australien     |                                                           |
| Henare             | Aaron Henry        | Néo-Zélandais  |                                                           |
| Hirooki Goto       | Hirooki Goto       | Japonais       |                                                           |
| Hiroshi Tanahashi  | Hiroshi Tanahashi  | Japonais       |                                                           |
| Hiroyoshi Tenzan   | Hiroyoshi Yamamoto | Japonais       |                                                           |
| Jake Lee           | Lee Jae-kyung      | Japonais       |                                                           |
| Jon Moxley         | Jonathan Good      | Américain      |                                                           |
| Konosuke Takeshita | Konosuke Takeshita | Japonais       |                                                           |
| Mikey Nicholls     | Michael Nicholls   | Canadien       |                                                           |
| Ren Narita         | Ren Narita         | Japonais       |                                                           |
| Ryohei Oiwa        | Ryohei Oiwa        | Japonais       |                                                           |
| Sanada             | Seiya Sanada       | Japonais       |                                                           |
| Satoshi Kojima     | Satoshi Kojima     | Japonais       |                                                           |
| Shane Haste        | Shane Veryzer      | Australien     |                                                           |
| Shingo Takagi      | Shin Takagi        | Japonais       |                                                           |
| Shota Umino        | Shota Umino        | Japonais       |                                                           |
| Taichi             | Taichiro Maki      | Japonais       | IWGP Tag Team Championship                                |
| Togi Makabe        | Shinya Makabe      | Japonais       |                                                           |
| Tomoaki Honma      | Tomoaki Honma      | Japonais       |                                                           |
| Tomohiro Ishii'    | Tomohiro Ishii     | Japonais       | Strong Openweight Championship IWGP Tag Team Championship |
| Toru Yano          | Toru Yano          | Japonais       | NEVER Openweight 6-Man Tag Team Championship              |
| Yoshi-Hashi        | Nobuo Yoshihashi   | Japonais       |                                                           |
| Yota Tsuji         | Yota Tsuji         | Japonais       |                                                           |
| Yuji Nagata        | Yuji Nagata        | Japonais       |                                                           |
| Yujiro Takahashi   | Yujiro Takahashi   | Japonais       |                                                           |
| Yuyu Uemura        | Yuya Uemura        | Japonais       |                                                           |
| Zack Sabre, Jr.    | Luke Eatwell       | Britannique    | IWGP World Heavyweight Championship                       |

### Catégorie Junior Heavyweight
| Nom De Scène       | Nom Réel           | Nationalité | Notes                                        |
| ------------------ | ------------------ | ----------- | -------------------------------------------- |
| Clark Connors      | Connor Deutsch     | Américain   |                                              |
| Dick Togo          | Shigeki Sato       | Japonais    |                                              |
| Douki              | Tatsuya Hayama     | Japonais    | IWGP Junior Heavyweight Tag Team Champion    |
| El Desperado       | Kyosuke Mikami     | Japonais    | IWGP Junior Heavyweight Championship         |
| Francesco Akira    | Francesco Begnini  | Italien     |                                              |
| Gedo               | Keiji Takayama     | Japonais    |                                              |
| Hiromu Takahashi   | Hiromu Takahashi   | Japonais    |                                              |
| Jado               | Shoji Akiyoshi     | Japonais    |                                              |
| Kevin Knight       | Kevin Knight       | Américain   |                                              |
| Kosei Fujita       | Kosei Fujita       | Japonais    |                                              |
| Kushida            | Yujiro Kushida     | Japonais    |                                              |
| Master Wato        | Hirai Kawato       | Japonais    | NEVER Openweight 6-Man Tag Team Championship |
| Robbie Eagles      | James McMathaus    | Australien  |                                              |
| Robbie X           | Robert Bell        | Anglais     |                                              |
| Ryusuke Taguchi    | Ryusuke Taguchi    | Japonais    |                                              |
| Sho Tanaka         | Sho Tanaka         | Japonais    | IWGP Junior Heavyweight Tag Team Champion    |
| Taiji Ishimori     | Taiji Ishimori     | Japonais    |                                              |
| Taka Michinoku     | Takao Yoshida      | Japonais    |                                              |
| Templario          | Inconnu            | Mexicain    | Strong Openweight Tag Team Championship      |
| Tiger Mask IV      | Yoshihiro Yamazaki | Japonais    |                                              |
| Titán              | Inconnu            | Mexicain    | CMLL World Welterweight Champion             |
| Yoh                | Yohei Komatsu      | Japonais    | NEVER Openweight 6-Man Tag Team Championship |
| Yoshinobu Kanemaru | Yoshinobu Kanemaru | Japonais    |                                              |

### Catégorie NJPW Strong
| Nom De Scène    | Nom Réel           | Nationalité | Notes                                   |
| --------------- | ------------------ | ----------- | --------------------------------------- |
| Alex Zayne      | Alex Brandenberg   | Américain   |                                         |
| Bad Dude Tito   | Tito Escondido     | Américain   |                                         |
| Eddie Kingston  | Edward Moore       | Américain   |                                         |
| Fred Rosser     | Frederick Rosser   | Américain   |                                         |
| Jorel Nelson    | Jorel Nelson       | Américain   |                                         |
| Lio Rush        | Lionel Green       | Américain   |                                         |
| Matt Vandagriff | Matthew Vandagriff | Américain   |                                         |
| Rocky Romero    | Rocky Romero       | Cubain      |                                         |
| Royce Isaacs    | Isaac Hull         | Américain   |                                         |
| The DKC         | Dylan Barrales     | Américain   |                                         |
| TJP             | Theodore Perkins   | Américain   | Strong Openweight Tag Team Championship |
| Tom Lawlor      | Thomas Lawlor      | Américain   |                                         |

### Division féminine
| Nom De Scène       | Nom Réel         | Nationalité | Notes                       |
| ------------------ | ---------------- | ----------- | --------------------------- |
| AZM                | Inconnue         | Japonais    | Strong Women's Championship |
| Johnnie Robbie     | Inconnue         | Américain   |                             |
| Mercedes Moné      | Mercedes Varnado | Américain   |                             |
| Syuri              | Syuri Kondo      | Japonais    | IWGP Women's Championship   |
| Trish Adora        | Patrice McNair   | Américain   |                             |
| Viva Van           | Victoria Tran    | Américain   |                             |
| Willow Nightingale | Danielle Paultre | Américain   |                             |

### Young Lions
| Nom De Scène      | Nom Réel          | Nationalité | Notes |
| ----------------- | ----------------- | ----------- | ----- |
| Daiki Nagai       | Daiki Nagai       | Japonais    |       |
| Katsuya Murashima | Katsuya Murashima | Japonais    |       |
| Masatora Yasuda   | Masatora Yasuda   | Japonais    |       |
| Oskar Leube       | Oskar Münchow     | Allemand    |       |
| Shoma Kato        | Shoma Kato        | Japonais    |       |
| Yuto Nakashima    | Yuto Nakashima    | Japonais    |       |

## Autre personnels
| Name                                      | Notes                      |
| ----------------------------------------- | -------------------------- |
| Jushin Liger                              | Commentateur et entraîneur |
| Kazuo Yamazaki                            | Commentateur               |
| Makoto Abe                                | Ring Annonceur             |
| Marty Asami                               | Arbitre                    |
| Masayuki Hayashi                          | Docteur                    |
| Milano Collection A.T. (Akihito Sawafuji) | Commentateur               |
| Red Shoes Unno (Hiroyuki Unno)            | Arbitre Senior             |
| Shinji Yoshino                            | Commentateur               |
| Shinpei Nogami                            | Commentateur               |
| Taisei Watanabe                           | Ring Annonceur             |
| Takeshi Misawa                            | Entraineur                 |
| Wataru Inoue                              | Ambassadeur                |

## Officiels
| Name              | Notes              |
| ----------------- | ------------------ |
| Hitoshi Matsumoto | Directeur          |
| Junya Iwasaki     | Reviseur-comptable |
| Kaoru Mikumo      | Directeur          |
| Keizo Kayama      | Auditeur           |
| Naoki Sugabayashi | Chairman           |